# Сура (град)
Сура је био град у јужном делу области коју су древни јеврејски извори називали Вавилонија, а налази се источно од Еуфрата. Био је познат по својим пољопривредним производима, који су обухватали грожђе, пшеницу и јечам. То је такође био главни центар изучавања Торе и дом важног јешива - Академије Сура - који је заједно са јешивима у Пумбедити и Нехардеи створио вавилонски Талмуд.

## Положај
Према Шерири Гаон, Сура (арамејски: סורא) била је идентична граду Мата Мехасја, који се такође спомиње у Талмуду, али Мата Мехасиа се у Талмуду наводи много пута, било као оближњи град или предграђе Суре , а Талмудиска академија у Мата Мехасији служила је као огранак Академије Суре коју је у трећем веку основао Аба Ариха.
Савремени сиријски извор описује га као град у потпуности насељен Јеврејима, смештен између Махозе и Ал-Хире у Саваду.У одговору(реплици из торе) рабин Натронаи бен Хилаи каже да је Сура била удаљена око 6 километара од Ал-Хире.

## Историја

### Римска и сасанидска владавина
Сура је била под римском контролом у време Плинија Старијег (23-79 пре нове ере) и Птоломеја (око 100-170 п.н.е), али ју је  освојио сасанидски цар Шапур I 253. г.н.е.

### Византијско-сасанидски ратови
Био је то [византијски] гарнизон од одређеног значаја у Велизаровим походима на Персију; и у потпуности се даје у обзир околност под којом га је узео и спалио Хозроје I (532. г.н.е.), који је, након три дана, марширао из Киркесијума у Зенобију, дуж Еуфрата, одатле је наставио путем који је био исте дужине као претходни од реке до Суре. Случајно помињање епископа доказује да је то тада било епископско седиште. (Procop. Bell. Pers. i. 18, ii. 5.) Зидови су му били тако слаби да није издржао више од пола сата; али је након тога знатно ојачан, по налогу цара Јустинијана. (Id. de Aedificiis Justiniani, ii. 9.) "